# 2048 (gra komputerowa)
2048 – gra logiczna stworzona przez włoskiego programistę Gabrielego Cirulli. 2048 oryginalnie napisana była w językach JavaScript i CSS i wydana 9 marca 2014 roku jako darmowy tytuł na licencji MIT. Gra w pierwszym tygodniu od powstania i umieszczenia na stronie zdobyła ponad 4 miliony wyświetleń. Powstały także jej klony napisane w językach C++ i Vala. Istnieje także wersja na terminal Linux.
2048 była określana jako bardzo podobna do gry Threes!, która została wydana miesiąc wcześniej. Sam twórca 2048 opisał ją jako klon aplikacji 1024 od Veewo Studios, która z kolei jest klonem Threes!

## Rozgrywka
Celem gry jest takie przesuwanie i łączenie pojawiających się na planszy klocków, aby utworzyć klocek z liczbą 2048. Rozgrywka 2048 odbywa się na planszy podzielonej na kratki o wymiarach 4×4. Na planszy pojawiają się klocki z numerami, które przesuwają się w kierunku, który wskazał gracz. Poruszają się, dopóki nie natrafią na koniec planszy lub inną przeszkodę. Po każdym ruchu na wolnym polu pojawia się jeden klocek o wartości 2 lub 4. Jeżeli dwa klocki o tej samej wartości połączą się w czasie ruchu, stworzą jeden klocek o wartości ich sumy. Zsumowany klocek nie może się już łączyć z innymi w tym samym ruchu.
Gracz odnosi zwycięstwo, gdy uda mu się utworzyć klocek o wartości 2048. Po jego zdobyciu gracz może kontynuować grę, aby zdobyć więcej punktów. Gra kończy się, gdy na planszy nie ma wolnych miejsc i nie ma żadnych klocków, które mogłyby się połączyć w jeden w kolejnym ruchu.